# Bernie Wrightson
Bernard Albert Wrightson, detto Bernie (Dundalk, 27 ottobre 1948 – Austin, 18 marzo 2017), è stato un fumettista statunitense, noto per la lunga attività di disegnatore in molte testate di genere horror e supereroistico, iniziata nel 1968 sulle pagine di House of Mystery della DC Comics.
Assieme allo sceneggiatore Len Wein è stato il creatore del celebre personaggio di Swamp Thing (1971): l'anno seguente, sulle pagine di Weird Mystery Tales dà vita con Marv Wolfman al personaggio di Destino, che in seguito è stato ripreso e reso celebre da Neil Gaiman sulle pagine di Sandman.

## Biografia
Dopo aver debuttato nel 1966 come illustratore sulle pagine del quotidiano The Baltimore Sun, esordì professionalmente nel mondo dei comics alla DC Comics nel 1968. L'esordio coincide con quello del collega Len Wein, e le strade dei due si incroceranno all'inizio degli anni settanta dando vita a Swamp Thing sul numero 92 di House of Secrets.
Il personaggio riscosse un buon successo e la DC affidò a Wein e Wrightson la prima serie regolare della creatura della palude, serie che durò 24 numeri dal 1972 al 1976.

## Riconoscimenti
- Shazam Award – 1972, 1973, 1974
- Will Eisner Comic Industry Awards – 1985 (Bob Clampett Humanitarian)
- H.P. Lovecraft Award – 2007[2]
- L'ultimo episodio della serie "The walking dead" della settima stagione è dedicato alla sua memoria